# Aspidomolgus stoichactinus
Aspidomolgus stoichactinus är en kräftdjursart som beskrevs av Humes 1969. Aspidomolgus stoichactinus ingår i släktet Aspidomolgus och familjen Rhynchomolgidae. Inga underarter finns listade i Catalogue of Life.